# 少女探偵もの

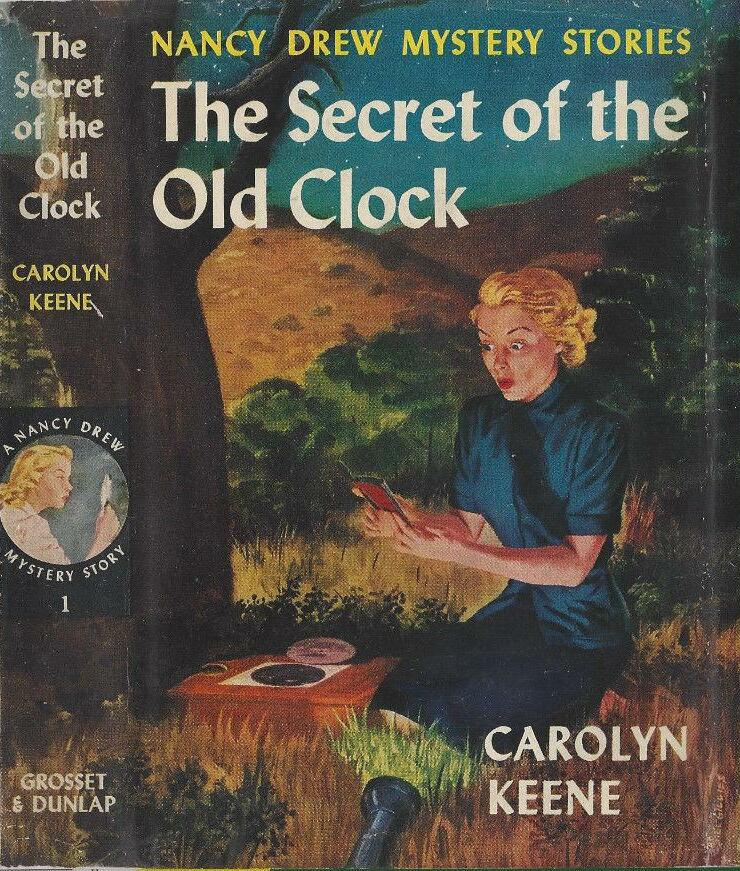
少女探偵ナンシー・ドリューを主人公とする『古時計の秘密』のカバー

少女探偵もの（しょうじょたんていもの、英語: Girl detective）は、趣味で事件を解決する若い女性、多くは10代の少女の主人公を特徴とした探偵もののジャンルである。19世紀までさかのぼるジャンルで、子どもの向けの文学作品や映像作品などに登場する。少女探偵ナンシー・ドリューシリーズなどが代表的である。

## 歴史
「少女探偵」(girl detective) という言葉は、エドワード・ウィーラーによる『ニューヨーク・ネル、ボーイガール・ディテクティヴ 』(New York Nell, the Boy-Girl Detective, 1854) に登場した。本作は新聞販売と事件解決のために少年に扮装している少女が主人公である。
プロの少女探偵はヒュー・コスグロ・ウィアー作で人気があった物語『探偵ミス・マデリン・マック』(Miss Madelyn Mack, Detective, 1909) に登場する。しかし、最も古いものではアンナ・キャサリン・グリーンによる1915年出版の作品集『金のスリッパその他のヴァイオレット・ストレンジの事件』(The Golden Slipper and Other Problems for Violet Strange) にアマチュアの少女探偵が登場している。後者は、主人公の初めて社交界に出る娘がニューヨークの上流社会に所属しながら、秘密裏に事件を解決する話である。
ライマン・フランク・ボームによる若い読者向けの小説にも、事件解決に関与する少女が登場する。その理由は多くの場合、事件に関わる家族を守るためであった。1911年に出版された『ザ・デアリング・ツインズ：若者のための物語』(The Daring Twins: A Story for Young Folk) には、16歳のフィービー・デアリングという少女が登場する。彼女は双子の兄弟の無罪を証明するために任務を引き受けた。ボームがイーディス・ヴァン・ダインというペンネームで1916年に始めた「ザ・ブルーバード・ブックス」という小説シリーズ内では、ボームが生み出したメアリー・ルイーズ・バロウズというキャラクターが登場する。メアリーは15歳の少女で、祖父の無罪を明らかにするために奮闘する。 
最も有名かつ長期にわたる少女探偵もののシリーズは、1930年に始まり数々の派生作品がある少女探偵ナンシーである。 本シリーズには2004年から2012年まで続いた『少女探偵ナンシー・ドルー』と2013年に発刊された『ナンシー・ドルーの日記』も含まれる。ナンシーは最も影響力のある少女探偵キャラクターとして度々引き合いに出される 。オリジナルシリーズはストラッテメイヤー出版社より出版された。本書はキャロリン・キーンというペンネームで、何年にも渡り数人の著者によって書かれた。
「ナンシー・ドルー」シリーズの人気によって、マーガレット・サットン作のジュディ・ボルトン (1932 – 1967)や、ケイ・トレイシー(1934 -1942)、トリクシー・ベルデン(1948 - 1986)といった、多くの20世紀中期の女性探偵主人公が生まれた。21世紀にも、ナンシー・スプリンガーにより、シャーロック・ホームズの妹という設定の少女探偵エノーラ・ホームズを主人公とするエノーラ・ホームズの事件簿シリーズ（2006-）が書かれている。
中学生の女性主人公というサブジャンルも、ルイーズ・フィッツヒューによる小説『スパイになりたいハリエットのいじめ解決法』(1964)の出版とともに発展した。2009年の The Sweetness at the Bottom of the Pie から始まった、アラン・ブラッドリーによる「ザ・フラヴィア・デ・ルース」シリーズや、2016年から書かれているエリザベス・オールバーグによる The Great Shelby Holmes とR・A・スプラットによる Friday Barnes, Girl Detective なども含まれる。

## 映画・テレビ

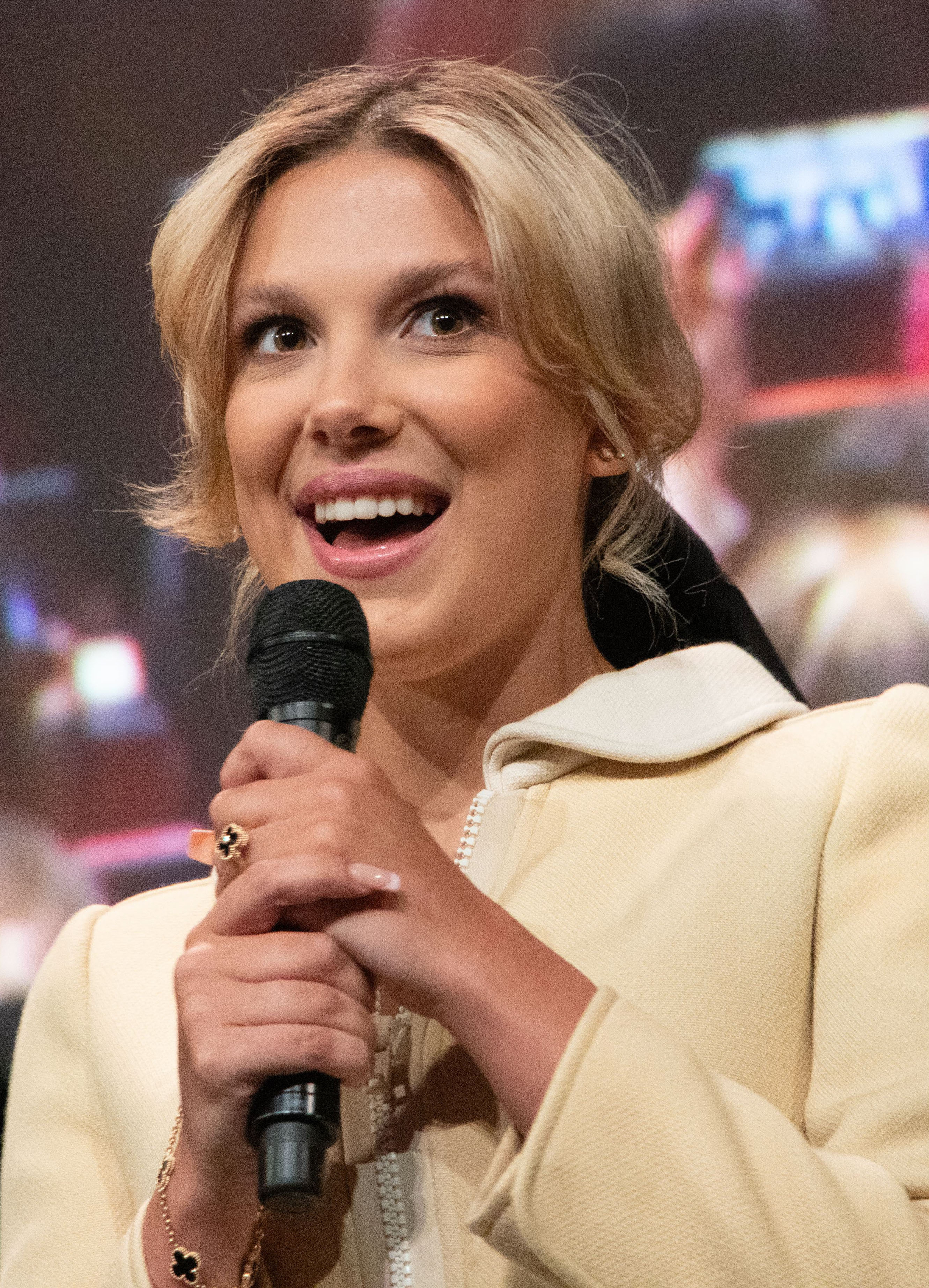
エノーラ・ホームズを演じたミリー・ボビー・ブラウン

20世紀初頭の映画では、『少女探偵』(The Girl Detective, 1915) で少女探偵のキャラクターはすでに登場していた。『少女探偵』はジェームズ・W・ホーナーが監督を務めたフィルム2巻分のスリラー物で、警察に特殊捜査官として勤める社交界の令嬢が主人公の映画である。ルース・ローランドが、ユニークな才能を生かして事件を解決する少女探偵を演じた。各話は1話完結である。
ナンシー・ドルー・シリーズは複数回映画化されている。1930年代には『少女探偵ナンシー・ドルー』(1938)、『記者、ナンシー・ドルー』（Nancy Drew... Reporter、1939）、『トラブルシューター、ナンシー・ドルー』（Nancy Drew... Trouble Shooter、1939）、『ナンシー・ドルーと秘密の階段』（Nancy Drew and the Hidden Staircase、1939）など、数々の作品が公開された。テレビ放送では、1977年から1979年に隔週でハーディ・ボーイズとナンシーが登場する『ハーディ・ボーイズ/ナンシー・ドルーの不思議』が放映された。ナンシーはパメラ・スー・マーティンが演じた 。ディズニー映画としては2002年に『おてんば探偵ナンシー・ドリュー』が制作され、マギー・ローソンが大学生のナンシーを演じた。 また別のナンシー・ドルーの映画『美少女探偵ナンシー・ドリュー』が2007年に制作された。エマ・ロバーツがナンシーを演じた。2019年にはさらに『ナンシー・ドリューと秘密の階段』が製作された。2023年の映画『ゼイ・クローン・タイローン/俺たちクローン』では、主要登場人物のひとりである若い女性ヨーヨーが少女探偵ナンシー・ドリューに憧れて探偵の真似をしようとする。
2020年にはミリー・ボビー・ブラウンがシャーロック・ホームズの妹である少女探偵エノーラを演じる『エノーラ・ホームズの事件簿』がNetflixにより配給された。2022年には続編『エノーラ・ホームズの事件簿2』も製作されている。